# Trygaeus communis
Trygaeus communis is een zeespin uit de familie Ammotheidae. De soort behoort tot het geslacht Trygaeus. Trygaeus communis werd in 1881 voor het eerst wetenschappelijk beschreven door Dohrn. 